# Gloriana Villalobos
Gloriana de Jesús Villalobos Vega (* 20. August 1999 in San José) ist eine costa-ricanische Fußballspielerin auf der Position eines Mittelfeldspielers. Die costa-ricanische Fußballnationalspielerin spielt seit 2012 für Saprissa Fútbol Femenino, die Damenmannschaft des Rekordmeisters CD Saprissa.

## Karriere

### Vereinskarriere
Mit dem Fußballsport begann die im Jahre 1999 in der costa-ricanischen Hauptstadt San José geborene Gloriana Villalobos im Alter von etwa fünf Jahren, als sie zusammen mit ihrem Zwillingsbruder Mauricio und dem älteren Bruder Diego vor dem Elternhaus im Stadtteil El Socorro von San Miguel de Santo Domingo in der Provinz Heredia, etwas nördlich der Hauptstadt, spielte. Ihre Eltern Carlos Villalobos und Flor Vega unterstützten sie von Beginn an bei ihrer Fußballerkarriere und meldeten sie im Jahre 2012 auch erstmals bei einem Verein an.
Bei Saprissa Fútbol Femenino, der eben erst gegründeten Damenfußballabteilung des Herrenrekordmeisters CD Saprissa, war sie eine der ersten Spielerinnen in der noch frühen Geschichte der Mannschaft. Ihr Debüt in der costa-ricanischen Erstklassigkeit gab sie schließlich im Alter von zwölf Jahren und gewann mit dem Team bereits im ersten Anlauf die Apertura 2012. In den nachfolgenden Jahren wurde sie zu einer Stammkraft in der Offensive ihres Teams und konnte mit diesem in weiterer Folge unter anderem die Apertura 2013, die Clausura 2014, sowie die Apertura 2015 gewinnen.

### Nationalmannschaftskarriere
Auf internationaler Ebene kam Villalobos vor allem im Jahre 2014 zu ihrem großen Durchbruch. In dem Jahr spielte sie gerade einmal 14-jährig für das costa-ricanische U-17- sowie U-20-Nationalteam und wurde des Weiteren erstmals in die A-Nationalmannschaft ihres Heimatlandes einberufen, für die sie noch im selben Jahr debütierte. Als Mannschaftskapitän führte sie ihr Team durch die Qualifikation an der U-20-WM der Frauen 2014 in Kanada. Dabei wurde sie in allen fünf Partien Costa Ricas bei der CONCACAF U-20-Meisterschaft der Frauen 2014 auf den Cayman Islands eingesetzt, wobei sie mit dem Team den dritten Platz hinter Mexiko (Zweiter) und den USA (Erster) erreichte. Über Einsätze Villalobos während der Qualifikation zur CONCACAF U-20-Meisterschaft im September 2013 ist nichts bekannt.
Im März und April 2014 war sie Mitglied der costa-ricanischen U-17-Auswahl, die an der U-17-WM im eigenen Land teilnahm. Dort schieden die Costa-Ricanerinnen noch in der Gruppenphase vom laufenden Turnier aus; Villalobos war als Kapitän in allen drei Partien ihrer Mannschaft im Einsatz. Noch im August des gleichen Jahres nahm die 14-jährige Schülerin eines Methodisten-Colleges mit den U-20-Damen an der bereits erwähnten U-20-WM in Kanada teil, wo die Mannschaft jedoch ebenfalls nicht über die Gruppenphase hinaus kam.
Bereits zuvor wurde sie im Mai 2014 erstmals in die costa-ricanische A-Nationalmannschaft berufen, mit der sie an der Qualifikation zum CONCACAF Women’s Gold Cup 2014 teilnahm. Im letzten Gruppenspiel gelang ihr dabei gleich das erste Tor für ihr Heimatland. Mit der Mannschaft trug sie gleich im Anschluss ein Qualifikationsspiel gegen Guatemala, dem zweiten Gruppensieger der Region Zentralamerika, aus, das den Sieger als den mittelamerikanischen Teilnehmer für die Panamerikanischen Spiele 2015 in Toronto ermittelte. Die Costa-Ricanerinnen konnten sich dabei klar mit 3:0 gegen Guatemala durchsetzen. Bis dato (Stand: 7. Juni 2015) brachte es Villalobos, die in späterer Zukunft eine Karriere als Tierärztin anstrebt, auf fünf Länderspieleinsätze, bei denen ihr ein Treffer gelang.
Villalobos war die jüngste Spielerin, die für die WM der Frauen 2015 nominiert wurde. Wäre sie im ersten WM-Spiel der Costa-Ricanerinnen eingesetzt worden, wäre sie mit 15 Jahren und 293 Tage die jüngste Spielerin, die je ein WM-Spiel bestritten hätte, gewesen. Zu Einsätzen während der EM-Endrunde in Kanada kam es für die junge Mittelfeldakteurin jedoch nicht.

## Erfolge
mit Saprissa FF
- 4× Meister der Primera División Femenina de Costa Rica: Apertura 2012, Apertura 2013,  Clausura 2014, Apertura 2015